# 深江南
深江南（ふかえみなみ）は、大阪府大阪市東成区にある町名。現行行政地名は深江南一丁目から深江南三丁目。

## 地理
東成区の東部に位置し、西に神路、南西に大今里南、北に深江北、南と東に東大阪市と接している。

## 世帯数と人口
2019年（平成31年）3月31日現在の世帯数と人口は以下の通りである。
| 丁目         | 世帯数    | 人口    |
| ------------ | --------- | ------- |
| 深江南一丁目 | 1,151世帯 | 2,074人 |
| 深江南二丁目 | 913世帯   | 1,787人 |
| 深江南三丁目 | 862世帯   | 1,688人 |
| 計           | 2,926世帯 | 5,549人 |

### 人口の変遷
国勢調査による人口の推移。
| 1995年（平成7年）  | 6,017人 | [ 5 ] |  |
| 2000年（平成12年） | 5,617人 | [ 6 ] |  |
| 2005年（平成17年） | 5,720人 | [ 7 ] |  |
| 2010年（平成22年） | 5,562人 | [ 8 ] |  |
| 2015年（平成27年） | 5,438人 | [ 9 ] |  |

### 世帯数の変遷
国勢調査による世帯数の推移。
| 1995年（平成7年）  | 2,370世帯 | [ 5 ] |  |
| 2000年（平成12年） | 2,308世帯 | [ 6 ] |  |
| 2005年（平成17年） | 2,473世帯 | [ 7 ] |  |
| 2010年（平成22年） | 2,547世帯 | [ 8 ] |  |
| 2015年（平成27年） | 2,593世帯 | [ 9 ] |  |

## 学区
市立小・中学校に通う場合、学区は以下の通りとなる。なお、小学校・中学校入学時に学校選択制度を導入しており、通学区域以外に東成区の小学校・中学校から選択することも可能。
| 丁目         | 番   | 小学校             | 中学校             |
| ------------ | ---- | ------------------ | ------------------ |
| 深江南一丁目 | 全域 | 大阪市立深江小学校 | 大阪市立東陽中学校 |
| 深江南二丁目 | 全域 | 大阪市立深江小学校 | 大阪市立東陽中学校 |
| 深江南三丁目 | 全域 | 大阪市立深江小学校 | 大阪市立東陽中学校 |

## 事業所
2016年（平成28年）現在の経済センサス調査による事業所数と従業員数は以下の通りである。
| 丁目         | 事業所数  | 従業員数 |
| ------------ | --------- | -------- |
| 深江南一丁目 | 82事業所  | 645人    |
| 深江南二丁目 | 143事業所 | 958人    |
| 深江南三丁目 | 117事業所 | 504人    |
| 計           | 342事業所 | 2,107人  |

## 交通
- 国道308号
- 国道479号
- 大阪府道24号大阪東大阪線
- 大阪府道159号平野守口線

## 施設
- 大阪市立深江小学校
- 東成深江中郵便局
- 東成深江南郵便局
- ドギーマンハヤシ 本社
- 深江稲荷神社
- 法明寺

## その他

### 日本郵便
- 〒537-0002[3]（集配局：東成郵便局[13]）